# 米哈伊尔·布尔加科夫博物馆
米哈伊尔·布尔加科夫博物馆（烏克蘭語：Дім Листовничого），正式名称为“米哈伊尔·布尔加科夫文学纪念博物馆”，通常称为“布尔加科夫故居”，是乌克兰基辅的一个博物馆，位于安德烈斜坡13号，献给在基辅出生的 俄罗斯作家米哈伊尔·布尔加科夫。
该博物馆创建于1989年2月，1991年5月15日作家诞辰 100 周年时开放，包含近 2500 件展品，其中包括布尔加科夫的物品、书籍、明信片和照片。房子的气氛反映了作家的生平：中学生、医学生、家庭医生和作家—当布尔加科夫写《白卫军》、《大师与玛格丽特》 和《戏剧爱情故事》。 
该建筑建于1888 年，由建筑师 N. 加登宁设计，在博物馆开幕前又进行了彻底翻新。建筑前面悬挂带有布尔加科夫肖像的纪念牌。小说《白卫军》生动地描写了安德烈斜坡，目前的门牌13 号和作者在书中使用的门牌一样。业主（布尔加科夫小说的英雄）的女儿、作曲家维托德·马利舍夫斯基的侄女伊娜·康恰科夫斯卡娅 (1902-85)，在艰难的苏联时期为基辅 保留了这座独特的房子。 
博物馆工作人员进行了大量的研究，出版未出版的材料，并举行读书俱乐部会议。
2014年6月，博物馆发布了以下公告：“不欢迎所有支持军事占领乌克兰的人参观博物馆 - 米哈伊尔·布尔加科夫博物馆管理处。”